# Hilde Sperling
Hildegard Krahwinkel Sperling, detta Hilde (Essen, 26 marzo 1908 – Helsingborg, 7 marzo 1981), è stata una tennista tedesca naturalizzata danese.

## Biografia
Vinse per tre volte consecutive, dal 1935 al 1937, gli Open di Francia, sempre in soli due set e trovando la stessa avversaria in finale, la francese Simonne Mathieu.
Nel 1935 conquistò gli Internazionali d'Italia battendo Lucia Valerio con 6-4, 6-1.
Perse due volte in finale al Torneo di Wimbledon: nel 1931, quando venne sconfitta da Cilly Aussem e nel 1936, battuta da Helen Hull Jacobs. Si aggiudicò, tuttavia, il trofeo del doppio misto nel 1933, in coppia con il connazionale Gottfried von Cramm.